# Pluchea parvifolia
Pluchea parvifolia là một loài thực vật có hoa trong họ Cúc. Loài này được (A.Gray) R.K.Godfrey miêu tả khoa học đầu tiên năm 1952.